# Anne-Marie Cazalis
Pour les articles homonymes, voir Cazalis.
Anne-Marie Cazalis est une journaliste et écrivaine française, brièvement actrice, née le 4 avril 1920 à Boufarik, (Algérie), morte le 29 juillet 1988 à Paris 7e.

## Biographie
Fille de pasteur, Anne-Marie Cazalis est lauréate en 1943 du prix Paul-Valéry pour la poésie. Très liée à Juliette Gréco, proche de Boris Vian, elle est, dans les années d'après-guerre, une figure des nuits parisiennes de Saint-Germain-des-Prés, participant notamment à l'animation de la boite de nuit Le Tabou, rue Dauphine et du club de jazz Le Club Saint-Germain, rue Saint-Benoît.
En 1948, elle participe, avec Jean Cau, au scénario du film Ulysse ou les Mauvaises Rencontres, pochade filmée par Alexandre Astruc.
Elle est par la suite journaliste et reporter, parcourant, notamment pour le magazine Elle, les pays et les continents, puis essayiste et romancière.

## Cazalis par Vian
« Paul Guth la voit en mésange, et il lie astucieusement la qualification naturaliste des mésanges grandes ou noires, mais toujours charbonnières, au goût d'Anne-Marie pour les caves. Moi elle me fait plutôt penser à une chèvre rousse : elle en a le rire, l’expression malicieuse et un peu butée, mais toujours diabolique, et même la barbiche qu'elle remplace par une longue patte fine toujours posée sur sa moue. »

— Boris Vian, Manuel de Saint-Germain-des-Prés, 1951

## Rôles

### Cinéma
- 1950 : Désordre  de Jacques Baratier (court métrage)
- 1950 : Le Château de verre de René Clément : la standardiste
- 1950 : Le Quadrille de Jacques Rivette, avec Jean-Luc Godard (court métrage)
- 1966 : Le Désordre à vingt ans de Jacques Baratier (documentaire)

### Théâtre
- 1951 : Le Diable et le Bon Dieu de Jean-Paul Sartre, mise en scène Louis Jouvet, Théâtre Antoine

## Œuvres
- 10 poèmes de Anne-Marie Cazalis, avec un portrait de l'auteur par Valentine Hugo, Paris, Odette Lieutier, février 1944[4]
- La Décennie, Fayard, 1972 (roman)
- La Tunisie par-ci par-là, Promotion africaine, Tunis, 1972
- Kadhafi, le Templier d'Allah, Gallimard, 1974
- Le Cœur au poing, la Table ronde, 1976 (roman)
- Mémoires d'une Anne, Stock, 1976
- 1358, La Jacquerie de Paris, le destin tragique du maire Étienne Marcel, Société de production littéraire, 1977
- Les Belles Années, coécrit avec Anne-Marie Deschodt, Mercure de France, 1978 (roman)